# Подлєсна Валентина Степанівна
Валентина Степанівна Подлєсна (Підлісна) (27 січня 1918, місто Жмеринка, тепер Вінницької області — 16 червня 1982, смт Підволочиськ Тернопільської області) — українська радянська діячка, заслужений лікар УРСР, завідувач пологового відділення Підволочиської районної лікарні Тернопільської області. Депутат Верховної Ради УРСР 7-го скликання.

## Біографія
У 1941 році закінчила Вінницький медичний інститут.
Під час німецько-радянської війни у 1942—1944 роках — лікар-хірург партизанського загону на Вінниччині.
У 1945—1982 роках — лікар акушер-гінеколог, завідувач родильного (пологового) відділення Підволочиської районної лікарні Тернопільської області.

## Нагороди
- медалі
- заслужений лікар Української РСР (1964)